# Società Ginnastica Pro Vercelli 1908-1909
Questa pagina raccoglie le informazioni riguardanti la Società Ginnastica Pro Vercelli nelle competizioni ufficiali della stagione 1908-1909.

## Stagione
La Pro Vercelli vinse il campionato federale di Prima Categoria 1909, al quale potevano prendere parte anche i giocatori di nazionalità estera, eliminando il Torino nella finale piemontese, il Genoa in semifinale e l'US Milanese in finale.
Paga del prestigioso successo (che la confermava quale miglior squadra d'Italia) e con alcuni elementi sotto le armi, la Pro Vercelli si ritirò dal campionato italiano di Prima Categoria (competizione a cui potevano prendere parte solo giocatori italiani) rinunciando a difendere la Coppa Romolo Buni conquistata l'anno precedente. 

## Rosa
| N. |                   | Ruolo | Calciatore         |
| -- | ----------------- | ----- | ------------------ |
|    | Italia (bandiera) | P     | Giovanni Innocenti |
|    | Italia (bandiera) | D     | Angelo Binaschi    |
|    | Italia (bandiera) | D     | Giuseppe Servetto  |
|    | Italia (bandiera) | C     | Guido Ara          |
|    | Italia (bandiera) | C     | Pietro Leone       |
|    | Italia (bandiera) | C     | Giuseppe Milano    |

| N. |                   | Ruolo | Calciatore        |
| -- | ----------------- | ----- | ----------------- |
|    | Italia (bandiera) | A     | Carlo Corna       |
|    | Italia (bandiera) | A     | Vincenzo Fresia   |
|    | Italia (bandiera) | A     | Felice Milano     |
|    | Italia (bandiera) | A     | Carlo Rampini     |
|    | Italia (bandiera) | A     | Annibale Visconti |

## Campionato Federale

### Eliminatorie
| Arbitro: | Meazza (Milano) |

|                          |           |           |
| Visconti 25’ Rampini 89’ | Marcatori | 62’ Zuffi |

| Arbitro: | Goodley (Torino) |

|  |           |             |
|  | Marcatori | 67’ Rampini |

### Semifinali
| Arbitro: | Radice (Milano) |

|                               |           |              |
| Visconti 7’, 73’ Milano I 65’ | Marcatori | 15’, 28’ Hug |

| Arbitro: | Meazza (Milano) |

|           |           |              |
| Hurni 19’ | Marcatori | 70’ Visconti |

### Finali
| Arbitro: | Goodley (Torino) |

|                  |           |  |
| Visconti 6’, 24’ | Marcatori |  |

| Arbitro: | Goodley (Torino) |

|                    |           |                          |
| Recalcati 25’, 83’ | Marcatori | 9’ Rampini 47’ Milano II |

## Statistiche

### Statistiche di squadra
| Competizione        | Punti | In casa | In casa | In casa | In casa | In casa | In casa | In trasferta | In trasferta | In trasferta | In trasferta | In trasferta | In trasferta | Totale | Totale | Totale | Totale | Totale | Totale | DR |
| Competizione        | Punti | G       | V       | N       | P       | Gf      | Gs      | G            | V            | N            | P            | Gf           | Gs           | G      | V      | N      | P      | Gf     | Gs     | DR |
| ------------------- | ----- | ------- | ------- | ------- | ------- | ------- | ------- | ------------ | ------------ | ------------ | ------------ | ------------ | ------------ | ------ | ------ | ------ | ------ | ------ | ------ | -- |
| Campionato Federale | -     | 3       | 3       | 0       | 0       | 7       | 3       | 3            | 1            | 2            | 0            | 4            | 3            | 6      | 4      | 2      | 0      | 11     | 6      | +5 |

### Statistiche dei giocatori
| Giocatore      | Prima Categoria | Prima Categoria |
| Giocatore      | Presenze        | Reti            |
| -------------- | --------------- | --------------- |
| G. Ara         | 6               | 0               |
| Berra          | 1               | 0               |
| A. Binaschi    | 6               | 0               |
| C. Corna       | 6               | 0               |
| V. Fresia      | 6               | 0               |
| G. Innocenti   | 6               | -6              |
| P. Leone       | 6               | 0               |
| G. Milano (I)  | 6               | 0               |
| F. Milano (II) | 6               | 2               |
| C. Rampini (I) | 6               | 3               |
| G. Servetto    | 5               | 0               |
| A. Visconti    | 6               | 6               |